# 周成奎
周成奎（1942年2月—），男，浙江海宁人，中华人民共和国政治人物，曾任全国人民代表大会常务委员会副秘书长，中国法学会副会长，《中国法学》编委会主任，第十届全国人大代表。